# Aunque cueste ver el sol
Aunque cueste ver el sol es el tercer álbum de estudio de la banda de rock uruguaya No te va gustar. Fue grabado y publicado a finales del año 2004 y presentado por primera vez el 5 de marzo de 2005 en el Velódromo Municipal de Montevideo; este recital fue grabado en formato DVD bajo el nombre de: “MVD 05 03 05” y fue puesto a la venta en noviembre de ese mismo año. Al correr del año 2005, la banda realiza una gira por Europa, promocionando su nuevo trabajo, en donde recorrieron más de 40 ciudades. El disco contiene un total de 14 canciones compuestas en su mayoría por Emiliano Brancciari, a excepción de 4 que fueron compuestas por Mateo Moreno y una coautoría de Pablo Abdala. Al igual que los demás álbumes de la banda, éste no contiene el tema 13, por motivos de cábala.
El 5 de diciembre de 2006 logró superar las 8000 copias vendidas en Uruguay, por lo que la Cámara Uruguaya de Productores de Fonogramas (CUD) le otorgó al álbum la certificación de doble disco de platino.

## Lista de canciones
| Número de pista | Título                 | Autor               | Duración |
| --------------- | ---------------------- | ------------------- | -------- |
| 01              | Solo                   | Emiliano Brancciari | 4:35     |
| 02              | No te quiero acá       | Emiliano Brancciari | 3:32     |
| 03              | Verte reír             | Emiliano Brancciari | 4:24     |
| 04              | Ya entendí             | Mateo Moreno        | 4:05     |
| 05              | Al vacío               | Emiliano Brancciari | 4:21     |
| 06              | Cielo de un solo color | Mateo Moreno        | 4:02     |
| 07              | Reevolución            | Emiliano Brancciari | 5:13     |
| 08              | Difícil                | Emiliano Brancciari | 4:20     |
| 09              | Voces del tiempo       | Mateo Moreno        | 4:19     |
| 10              | Fueron                 | Emiliano Brancciari | 3:57     |
| 11              | Voy                    | Brancciari/Abdala   | 4:24     |
| 12              | Ni uno suelto          | Emiliano Brancciari | 2:47     |
| 14              | No llegas a mí         | Emiliano Brancciari | 2:41     |
| 15              | Adiós                  | Mateo Moreno        | 4:20     |

### Músicos
- Emiliano Brancciari: Voz y Guitarra
- Mateo Moreno: Bajo/Guitarra en "Cielo De Un Solo Color"
- Pablo Abdala: Batería/Percusión en "Voy"
- Gonzalo Castex: Percusión/Batería en "Voy" y guitarra en "Al vacío"
- Martín Gil: Trompeta
- Mauricio Ortiz: Saxo
- Denis Ramos: Trombón